# Olympische Sommerspiele 1988/Teilnehmer (Kanada)
| Gelbes Symbol für Goldmedaillen mit stilisierten Olympischen Ringen | Graues Symbol für Silbermedaillen mit stilisierten Olympischen Ringen | Braundes Symbol für Bronzemedaillen mit stilisierten Olympischen Ringen |
| ------------------------------------------------------------------- | --------------------------------------------------------------------- | ----------------------------------------------------------------------- |
| 3                                                                   | 2                                                                     | 5                                                                       |

Kanada nahm an den Olympischen Sommerspielen 1988 in Seoul, Südkorea, mit einer Delegation von 328 Sportlern (223 Männer und 105 Frauen) teil.

## Medaillengewinner

### Gold
| Name(n)                          | Sportart          | Wettkampf          |
| -------------------------------- | ----------------- | ------------------ |
| Lennox Lewis                     | Boxen             | Superschwergewicht |
| Carolyn Waldo                    | Synchronschwimmen | Einzel             |
| Carolyn Waldo & Michelle Cameron | Synchronschwimmen | Duett              |

### Silber
| Name(n)                                                    | Sportart  | Wettkampf           |
| ---------------------------------------------------------- | --------- | ------------------- |
| Egerton Marcus                                             | Boxen     | Mittelgewicht       |
| Mark Tewksbury, Victor Davis, Thomas Ponting & Donald Goss | Schwimmen | 4 × 100 Meter Lagen |

### Bronze
| Name(n)                                                                               | Sportart       | Wettkampf                   |
| ------------------------------------------------------------------------------------- | -------------- | --------------------------- |
| Raymond Downey                                                                        | Boxen          | Halbmittelgewicht           |
| Dave Steen                                                                            | Leichtathletik | Zehnkampf                   |
| Cynthia Ishoy, Ashley Nicoll, Eva Maria Pracht & Gina Smith                           | Reiten         | Dressurreiten, Mannschaft   |
| Lori Melien, Allison Higson, Jane Kerr, Andrea Nugent, Keltie Duggan & Patricia Noall | Schwimmen      | Frauen, 4 × 100 Meter Lagen |
| Frank McLaughlin & John Millen                                                        | Segeln         | Flying Dutchman             |

## Teilnehmer nach Sportarten

### Basketball
- Herrenteam
6. Platz

- Kader
Alan Kristmanson
Barry Mungar
David Turcotte
Dwight Walton
Eli Pasquale
Gerald Kazanowski
Jay Triano
John Hatch
Karl Tilleman
Norman Clarke
Romel Raffin
Wayne Yearwood

### Bogenschießen
- John McDonald
Einzel: 24. Platz
Mannschaft: 16. Platz

- Daniel Desnoyers
Einzel: 51. Platz
Mannschaft: 16. Platz

- Denis Canuel
Einzel: 58. Platz
Mannschaft: 16. Platz

- Brenda Cuming
Frauen, Einzel: 34. Platz

### Boxen
- Scotty Olson
Halbfliegengewicht: 5. Platz

- Jamie Pagendam
Federgewicht: 17. Platz

- Asif Kamran Dar
Leichtgewicht: 17. Platz

- Howard Grant
Halbweltergewicht: 9. Platz

- Manny Sobral
Weltergewicht: 33. Platz

- Raymond Downey
Halbmittelgewicht: Bronze

- Egerton Marcus
Mittelgewicht: Silber

- Brent Kosolofski
Halbschwergewicht: 9. Platz

- Tom Glesby
Schwergewicht: 9. Platz

- Lennox Lewis
Superschwergewicht: Gold

### Fechten
- Luc Rocheleau
Florett, Einzel: 21. Platz
Florett, Mannschaft: 11. Platz

- Benoît Giasson
Florett, Einzel: 31. Platz
Florett, Mannschaft: 11. Platz

- Stephen Angers
Florett, Einzel: 48. Platz
Florett, Mannschaft: 11. Platz

- Danek Nowosielski
Florett, Mannschaft: 11. Platz
Degen, Mannschaft: 12. Platz

- Michel Dessureault
Degen, Einzel: 31. Platz
Degen, Mannschaft: 12. Platz

- Alain Côté
Degen, Einzel: 61. Platz
Degen, Mannschaft: 12. Platz
Degen, Mannschaft: 12. Platz

- Ian Bramall
Degen, Mannschaft: 12. Platz

- Jean-Marc Chouinard
Degen, Einzel: 63. Platz
Degen, Mannschaft: 12. Platz

- Jean-Paul Banos
Säbel, Einzel: 22. Platz
Säbel, Mannschaft: 9. Platz

- Jean-Marie Banos
Säbel, Einzel: 25. Platz
Säbel, Mannschaft: 9. Platz

- Wulfe Balk
Säbel, Einzel: 28. Platz
Säbel, Mannschaft: 9. Platz

- Bruno Deschênes
Säbel, Mannschaft: 9. Platz

- Tony Plourde
Säbel, Mannschaft: 9. Platz

- Marie-Huguette Cormier
Frauen, Florett, Mannschaft: 9. Platz

- Madeleine Philion
Frauen, Florett, Einzel: 19. Platz
Frauen, Florett, Mannschaft: 9. Platz

- Jacynthe Poirier
Frauen, Florett, Mannschaft: 9. Platz
Frauen, Florett, Einzel: 31. Platz

- Shelley Steiner
Frauen, Florett, Mannschaft: 9. Platz

- Thalie Tremblay
Frauen, Florett, Mannschaft: 9. Platz
Frauen, Florett, Einzel: 34. Platz

### Gewichtheben
- Langis Côté
Leichtgewicht: 10. Platz

- Guy Greavette
Mittelschwergewicht: 10. Platz

- Denis Garon
1. Schwergewicht: 6. Platz

### Hockey
- Herrenteam
11. Platz

- Kader
Ross Rutledge
Hargurnek Singh Sandhu
Richard Albert
Patrick Burrows
Paul Chohan
Chris Gifford
Wayne Grimmer
Ranjit Singh Rai
Peter Milkovich
Trevor Porritt
Ian Bird
Douglas Harris
Michael Muller
Pat Caruso
Ajay Dubé
Ken Goodwin

- Frauenteam
6. Platz

- Kader
Sharon Bayes
Wendy Baker
Debra Lee Covey
Lisa Lyn
Laura Branchaud
Sandra Levy
Kathryn Johnson
Shona Schleppe
Mary Conn
Liz Czenczek
Sheila Forshaw
Nancy Charlton
Sara Ballantyne
Sharon Creelman

### Judo
- Phil Takahashi
Superleichtgewicht: 20. Platz

- Craig Weldon
Halbleichtgewicht: 34. Platz

- Glenn Beauchamp
Leichtgewicht: 13. Platz

- Kevin Doherty
Halbmittelgewicht: 5. Platz

- Louis Jani
Mittelgewicht: 19. Platz

- Joseph Meli
Halbschwergewicht: 12. Platz

### Kanu
- Renn Crichlow
Einer-Kajak, 500 Meter: Halbfinale
Vierer-Kajak, 1000 Meter: Halbfinale

- Carl Beaumier
Einer-Kajak, 1000 Meter: Halbfinale

- Alwyn Morris
Zweier-Kajak, 500 Meter: Halbfinale

- Hugh Fisher
Zweier-Kajak, 500 Meter: Halbfinale

- Don Brien
Zweier-Kajak, 1000 Meter: Halbfinale
Vierer-Kajak, 1000 Meter: Halbfinale

- Colin Shaw
Zweier-Kajak, 1000 Meter: Halbfinale
Vierer-Kajak, 1000 Meter: Halbfinale

- Kenneth Padvaiskas
Vierer-Kajak, 1000 Meter: Halbfinale

- Larry Cain
Einer-Canadier, 500 Meter: Halbfinale
Einer-Canadier, 1000 Meter: 4. Platz

- David Frost
Zweier-Canadier, 500 Meter: Halbfinale
Zweier-Canadier, 1000 Meter: Halbfinale

- Eric Smith
Zweier-Canadier, 500 Meter: Halbfinale
Zweier-Canadier, 1000 Meter: Halbfinale

- Caroline Brunet
Frauen, Einer-Kajak, 500 Meter: Halbfinale
Frauen, Vierer-Kajak, 500 Meter: Halbfinale

- Barbara Olmsted
Frauen, Zweier-Kajak, 500 Meter: 8. Platz
Frauen, Vierer-Kajak, 500 Meter: Halbfinale

- Sheila Taylor
Frauen, Zweier-Kajak, 500 Meter: 8. Platz
Frauen, Vierer-Kajak, 500 Meter: Halbfinale

- Nancy Olmsted
Frauen, Vierer-Kajak, 500 Meter: Halbfinale

### Leichtathletik
- Desai Williams
100 Meter: 6. Platz
4 × 100 Meter: 7. Platz

- Ben Johnson
100 Meter: Im Finale disqualifiziert

- Atlee Mahorn
200 Meter: 5. Platz
4 × 100 Meter: 7. Platz

- Cyprian Enweani
200 Meter: Halbfinale
4 × 100 Meter: 7. Platz

- Courtney Brown
200 Meter: Viertelfinale

- Anton Skerritt
400 Meter: Viertelfinale
4 × 400 Meter: Halbfinale

- Simon Hoogewerf
800 Meter: Halbfinale

- Paul Osland
800 Meter: Viertelfinale
4 × 400 Meter: Halbfinale

- Dave Campbell
1500 Meter: Vorläufe

- Doug Consiglio
1500 Meter: Vorläufe

- Paul Williams
5000 Meter: Halbfinale
10.000 Meter: Vorläufe

- Carey Nelson
5000 Meter: Vorläufe

- Paul McCloy
10.000 Meter: Vorläufe

- Art Boileau
Marathon: 28. Platz

- Peter Maher
Marathon: 46. Platz

- Dave Edge
Marathon: 67. Platz

- Mark McKoy
110 Meter Hürden: 7. Platz

- Steve Kerho
110 Meter Hürden: Vorläufe

- John Graham
400 Meter Hürden: Halbfinale
4 × 400 Meter: Halbfinale

- Graeme Fell
3000 Meter Hindernis: 11. Platz

- Brian Morrison
4 × 100 Meter: 7. Platz

- Andrew Mowatt
4 × 100 Meter: 7. Platz

- Carl Folkes
4 × 400 Meter: Halbfinale

- Guillaume Leblanc
20 Kilometer Gehen: 10. Platz

- François Lapointe
50 Kilometer Gehen: 14. Platz

- Milt Ottey
Hochsprung: 17. Platz in der Qualifikation

- Brian Marshall
Hochsprung: 19. Platz in der Qualifikation

- Paul Just
Stabhochsprung: 17. Platz in der Qualifikation

- Bruny Surin
Weitsprung: 15. Platz in der Qualifikation

- Glenroy Gilbert
Weitsprung: 22. Platz in der Qualifikation

- Ian James
Weitsprung: 25. Platz in der Qualifikation

- Edrick Floréal
Dreisprung: 18. Platz in der Qualifikation

- George Wright
Dreisprung: 19. Platz in der Qualifikation

- Ray Lazdins
Diskuswurf: 21. Platz in der Qualifikation

- Steve Feraday
Speerwurf: 28. Platz in der Qualifikation

- Mike Mahovlich
Speerwurf: 31. Platz in der Qualifikation

- Dave Steen
Zehnkampf: Bronze

- Mike Smith
Zehnkampf: 14. Platz

- Angela Bailey
Frauen, 100 Meter: Viertelfinale
Frauen, 4 × 100 Meter: Halbfinale

- Angella Issajenko
Frauen, 100 Meter: Viertelfinale
Frauen, 4 × 100 Meter: Halbfinale

- Julie Baumann
Frauen, 100 Meter: Viertelfinale
Frauen, 100 Meter Hürden: 6. Platz

- Jillian Richardson
Frauen, 400 Meter: Halbfinale
Frauen, 4 × 400 Meter: DNF im Finale

- Marita Payne-Wiggins
Frauen, 400 Meter: Halbfinale
Frauen, 4 × 400 Meter: DNF im Finale

- Charmaine Crooks
Frauen, 400 Meter: Halbfinale
Frauen, 4 × 400 Meter: DNF im Finale

- Mary Burzminski
Frauen, 800 Meter: Vorläufe

- Renée Belanger
Frauen, 800 Meter: Vorläufe

- Lynn Kanuka-Williams
Frauen, 1500 Meter: 5. Platz
Frauen, 3000 Meter: 8. Platz

- Debbie Bowker
Frauen, 1500 Meter: 12. Platz
Frauen, 3000 Meter: 15. Platz

- Angela Chalmers
Frauen, 1500 Meter: Vorläufe
Frauen, 3000 Meter: 14. Platz

- Susan Lee
Frauen, 10.000 Meter: 8. Platz

- Nancy Tinari
Frauen, 10.000 Meter: 13. Platz

- Carole Rouillard
Frauen, 10.000 Meter: 16. Platz

- Odette Lapierre
Frauen, Marathon: 11. Platz

- Lizanne Bussières
Frauen, Marathon: 26. Platz

- Ellen Rochefort
Frauen, Marathon: 31. Platz

- Rosey Edeh
Frauen, 400 Meter Hürden: Vorläufe

- Christine Slythe
Frauen, 400 Meter Hürden: Vorläufe

- Angela Phipps
Frauen, 4 × 100 Meter: Halbfinale

- Keturah Anderson
Frauen, 4 × 100 Meter: Halbfinale

- Molly Killingbeck
Frauen, 4 × 400 Meter: DNF im Finale

- Esmie Lawrence
Frauen, 4 × 400 Meter: DNF im Finale

- Tracy Smith
Frauen, Weitsprung: In der Qualifikation ausgeschieden

- Céline Chartrand
Frauen, Speerwurf: 27. Platz in der Qualifikation

### Moderner Fünfkampf
- Lawrence Keyte
Einzel: 33. Platz
Mannschaft: 10. Platz

- Nicholas Fekete
Einzel: 40. Platz
Mannschaft: 10. Platz

- Barry Kennedy
Einzel: 44. Platz
Mannschaft: 10. Platz

### Radsport
- Yvan Waddell
Straßenrennen, Einzel: 29. Platz
100 Kilometer Mannschaftszeitfahren: 13. Platz

- Brian Walton
Straßenrennen, Einzel: 33. Platz
100 Kilometer Mannschaftszeitfahren: 13. Platz

- Gervais Rioux
Straßenrennen, Einzel: 73. Platz

- Chris Koberstein
100 Kilometer Mannschaftszeitfahren: 13. Platz

- David Spears
100 Kilometer Mannschaftszeitfahren: 13. Platz

- Curt Harnett
Sprint: 4. Runde
1000 Meter Einzelzeitfahren: 11. Platz

- Gianni Vignaduzzi
Punktefahren: 17. Platz

- Geneviève Robic-Brunet
Frauen, Straßenrennen, Einzel: 4. Platz

- Kelly-Ann Way
Frauen, Straßenrennen, Einzel: 38. Platz

- Sara Neil
Frauen, Straßenrennen, Einzel: 39. Platz

- Elizabeth Tabor
Frauen, Sprint: 2. Runde

### Reiten
- Cynthia Ishoy
Dressurreiten, Einzel: 4. Platz
Dressurreiten, Mannschaft: Bronze

- Gina Smith
Dressurreiten, Einzel: 12. Platz
Dressurreiten, Mannschaft: Bronze

- Ashley Nicoll
Dressurreiten, Einzel: 16. Platz
Dressurreiten, Mannschaft: Bronze

- Eva Maria Pracht
Dressurreiten, Einzel: 29. Platz
Dressurreiten, Mannschaft: Bronze

- Ian Millar
Springreiten, Einzel: 15. Platz
Springreiten, Mannschaft: 4. Platz

- Lisa Carlsen
Springreiten, Einzel: Finale
Springreiten, Mannschaft: 4. Platz

- Mario Deslauriers
Springreiten, Einzel: Finale
Springreiten, Mannschaft: 4. Platz

- John Anderson
Springreiten, Einzel: 49. Platz in der Qualifikation
Springreiten, Mannschaft: 4. Platz

- Nicholas Holmes-Smith
Vielseitigkeitsreiten, Einzel: 14. Platz

- Jo Tudor
Vielseitigkeitsreiten, Einzel: DNF

### Rhythmische Sportgymnastik
- Mary Fuzesi
Einzel: 10. Platz

- Lise Gautreau
Einzel: 32. Platz in der Qualifikation

### Ringen
- Doug Yeats
Leichtgewicht, griechisch-römisch: Gruppenphase

- Doug Cox
Halbschwergewicht, griechisch-römisch: Gruppenphase
Halbschwergewicht, Freistil: Gruppenphase

- Steve Marshall
Schwergewicht, griechisch-römisch: Gruppenphase

- Daniel Payne
Superschwergewicht, griechisch-römisch: Gruppenphase
Superschwergewicht, Freistil: 6. Platz

- Christopher Woodcroft
Fliegengewicht, Freistil: Gruppenphase

- Lawrence Holmes
Bantamgewicht, Freistil: Gruppenphase

- Gary Bohay
Federgewicht, Freistil: 8. Platz

- David McKay
Leichtgewicht, Freistil: 5. Platz

- Gary Holmes
Weltergewicht, Freistil: Gruppenphase

- Chris Rinke
Mittelgewicht, Freistil: Gruppenphase

- Clark Davis
Schwergewicht, Freistil: Gruppenphase

### Rudern
- Gordon Henry
Einer: Viertelfinale
Vierer ohne Steuermann: 11. Platz

- Bruce Ford
Doppelzweier: 10. Platz

- Patrick Walter
Doppelzweier: 10. Platz

- Don Dickison
Zweier ohne Steuermann: Viertelfinale

- David Johnson
Zweier ohne Steuermann: Viertelfinale

- Ian McKerlich
Zweier mit Steuermann: 10. Platz

- Patrick Newman
Zweier mit Steuermann: 10. Platz

- Dave Ross
Zweier mit Steuermann: 10. Platz

- Paul Douma
Doppelvierer: 9. Platz

- Doug Hamilton
Doppelvierer: 9. Platz

- Mel LaForme
Doppelvierer: 9. Platz

- Robert Mills
Doppelvierer: 9. Platz

- Darby Berkhout
Vierer ohne Steuermann: 11. Platz

- John Ossowski
Vierer ohne Steuermann: 11. Platz

- Bruce Robertson
Vierer ohne Steuermann: 11. Platz

- Raymond Collier
Vierer ohne Steuermann: 11. Platz

- Harold Backer
Vierer mit Steuermann: 9. Platz

- John Houlding
Vierer mit Steuermann: 9. Platz

- Robert Marland
Vierer mit Steuermann: 9. Platz

- Terrence Paul
Vierer mit Steuermann: 9. Platz

- Brian Saunderson
Vierer mit Steuermann: 9. Platz

- Don Telfer
Achter: 6. Platz

- Kevin Neufeld
Achter: 6. Platz

- Jason Dorland
Achter: 6. Platz

- Andrew Crosby
Achter: 6. Platz

- Paul Steele
Achter: 6. Platz

- Grant Main
Achter: 6. Platz

- Jamie Schaffer
Achter: 6. Platz

- John Wallace
Achter: 6. Platz

- Brian McMahon
Achter: 6. Platz

- Heather Hattin
Frauen, Einer: 10. Platz

- Silken Laumann
Frauen, Doppelzweier: 7. Platz

- Kay Worthington
Frauen, Doppelzweier: 7. Platz

- Kirsten Barnes
Frauen, Zweier ohne Steuerfrau: 7. Platz

- Sarah Ann Ogilvie
Frauen, Zweier ohne Steuerfrau: 7. Platz

- Heather Clarke
Frauen, Vierer mit Steuerfrau: 7. Platz

- Tricia Smith
Frauen, Vierer mit Steuerfrau: 7. Platz

- Lesley Thompson
Frauen, Vierer mit Steuerfrau: 7. Platz

- Jane Tregunno
Frauen, Vierer mit Steuerfrau: 7. Platz

- Jennifer Walinga
Frauen, Vierer mit Steuerfrau: 7. Platz

### Schießen
- Mark Howkins
Schnellfeuerpistole: 29. Platz

- Mart Klepp
Luftgewehr: 14. Platz
Kleinkaliber, Dreistellungskampf: 36. Platz

- Guy Lorion
Luftgewehr: 25. Platz

- Jean-François Sénécal
Kleinkaliber, Dreistellungskampf: 25. Platz

- Michael Ashcroft
Kleinkaliber, liegend: 8. Platz

- Patrick Vamplew
Kleinkaliber, liegend: 24. Platz

- David Lee
Kleinkaliber, laufende Scheibe: 21. Platz

- John Primrose
Trap: 18. Platz

- Susan Nattrass
Trap: 30. Platz

- George Leary
Trap: 33. Platz

- Don Kwasnycia
Skeet: 27. Platz

- Sharon Bowes
Frauen, Luftgewehr: 7. Platz
Frauen, Kleinkaliber, Dreistellungskampf: 5. Platz

- Christina Schulze-Ashcroft
Frauen, Luftgewehr: 22. Platz
Frauen, Kleinkaliber, Dreistellungskampf: 19. Platz

### Schwimmen
- Mark Andrews
50 Meter Freistil: 15. Platz
4 × 100 Meter Freistil: 9. Platz

- Donald Goss
100 Meter Freistil: 10. Platz
4 × 100 Meter Freistil: 9. Platz
4 × 200 Meter Freistil: 8. Platz
4 × 100 Meter Lagen: Silber

- Turlough O’Hare
400 Meter Freistil: 11. Platz
4 × 200 Meter Freistil: 8. Platz

- Gary Vandermeulen
400 Meter Freistil: 26. Platz
4 × 200 Meter Freistil: 8. Platz

- Christopher Chalmers
1500 Meter Freistil: 16. Platz

- Harry Taylor
1500 Meter Freistil: 19. Platz

- Stephen Vandermeulen
4 × 100 Meter Freistil: 9. Platz

- Vlastimil Cerny
4 × 100 Meter Freistil: 9. Platz
100 Meter Schmetterling: 12. Platz

- Donald Haddow
4 × 200 Meter Freistil: 8. Platz

- Darren Ward
4 × 200 Meter Freistil: 8. Platz
200 Meter Lagen: 21. Platz

- Mark Tewksbury
100 Meter Rücken: 5. Platz
200 Meter Rücken: 12. Platz
4 × 100 Meter Lagen: Silber

- Sean Murphy
100 Meter Rücken: 8. Platz
200 Meter Rücken: 18. Platz

- Victor Davis
100 Meter Brust: 4. Platz
4 × 100 Meter Lagen: Silber

- Cam Grant
100 Meter Brust: 31. Platz
200 Meter Brust: 14. Platz

- Jon Cleveland
200 Meter Brust: 7. Platz

- Tom Ponting
100 Meter Schmetterling: 7. Platz
200 Meter Schmetterling: 4. Platz
4 × 100 Meter Lagen: Silber

- Jon Kelly
200 Meter Schmetterling: 7. Platz
400 Meter Lagen: 12. Platz

- Gary Anderson
200 Meter Lagen: 8. Platz

- Michael Meldrum
400 Meter Lagen: 23. Platz

- Kristin Topham
Frauen, 50 Meter Freistil: 12. Platz
Frauen, 4 × 100 Meter Freistil: 6. Platz

- Andrea Nugent
Frauen, 50 Meter Freistil: 19. Platz
Frauen, 100 Meter Freistil: 17. Platz
Frauen, 4 × 100 Meter Freistil: 6. Platz
Frauen, 100 Meter Schmetterling: 23. Platz
Frauen, 4 × 100 Meter Lagen: Bronze

- Jane Kerr
Frauen, 100 Meter Freistil: 20. Platz
Frauen, 200 Meter Freistil: 28. Platz
Frauen, 4 × 100 Meter Freistil: 6. Platz
Frauen, 100 Meter Schmetterling: 20. Platz
Frauen, 4 × 100 Meter Lagen: Bronze

- Patricia Noall
Frauen, 200 Meter Freistil: 9. Platz
Frauen, 400 Meter Freistil: 13. Platz
Frauen, 4 × 100 Meter Freistil: 6. Platz
Frauen, 4 × 100 Meter Lagen: Bronze

- Debby Wurzburger
Frauen, 800 Meter Freistil: 9. Platz

- Kathy Bald
Frauen, 4 × 100 Meter Freistil: 6. Platz

- Allison Higson
Frauen, 4 × 100 Meter Freistil: 6. Platz
Frauen, 100 Meter Brust: 4. Platz
Frauen, 200 Meter Brust: 7. Platz
Frauen, 200 Meter Lagen: 17. Platz
Frauen, 4 × 100 Meter Lagen: Bronze

- Lori Melien
Frauen, 100 Meter Rücken: 12. Platz
Frauen, 200 Meter Rücken: 19. Platz
Frauen, 4 × 100 Meter Lagen: Bronze

- Keltie Duggan
Frauen, 100 Meter Brust: 10. Platz
Frauen, 4 × 100 Meter Lagen: Bronze

- Guylaine Cloutier
Frauen, 200 Meter Brust: 15. Platz

- Mojca Cater
Frauen, 200 Meter Schmetterling: 9. Platz

- Donna McGinnis
Frauen, 200 Meter Schmetterling: Vorläufe

### Segeln
- Gordon McIlquham
470er: 8. Platz

- Nigel Cochrane
470er: 8. Platz

- Richard Myerscough
Windsurfen: 12. Platz

- Lawrence Lemieux
Finn-Dinghy: 11. Platz

- Bruce MacDonald
Star: 6. Platz

- Ross MacDonald
Star: 6. Platz

- David Sweeney
Tornado: 10. Platz

- Kevin Smith
Tornado: 10. Platz

- Philip Gow
Soling: 12. Platz

- Paul Thomson
Soling: 12. Platz

- Stuart Flinn
Soling: 12. Platz

- Frank McLaughlin
Flying Dutchman: Bronze

- John Millen
Flying Dutchman: Bronze

- Gail Johnson
Frauen, 470er: 11. Platz

- Karen Johnson
Frauen, 470er: 11. Platz

### Synchronschwimmen
- Carolyn Waldo
Einzel: Gold 
Doppel: Gold

- Michelle Cameron
Einzel: Vorrunde
Doppel: Gold

- Karin Larsen
Einzel: Vorrunde

### Tennis
- Grant Connell
Einzel: 17. Platz
Doppel: 17. Platz

- Chris Pridham
Einzel: 33. Platz

- Martin Laurendeau
Einzel: 33. Platz

- Glenn Michibata
Doppel: 17. Platz

- Jill Hetherington
Frauen, Einzel: 17. Platz
Frauen, Doppel: 5. Platz

- Helen Kelesi
Frauen, Einzel: 33. Platz

- Carling Bassett-Seguso
Frauen, Einzel: 33. Platz
Frauen, Doppel: 5. Platz

### Tischtennis
- Joe Ng
Einzel: 41. Platz
Doppel: 13. Platz

- Horatio Pintea
Doppel: 13. Platz

- Mariann Domonkos
Frauen, Einzel: 25. Platz

### Turnen
- Curtis Hibbert
Einzelmehrkampf: 22. Platz
Mannschaftsmehrkampf: 9. Platz
Barren: 6. Platz
Bodenturnen: 8. Platz
Pferdsprung: 18. Platz in der Qualifikation
Reck: 7. Platz
Ringe: 34. Platz in der Qualifikation
Seitpferd: 72. Platz in der Qualifikation

- Brad Peters
Einzelmehrkampf: 26. Platz
Mannschaftsmehrkampf: 9. Platz
Barren: 39. Platz in der Qualifikation
Bodenturnen: 39. Platz in der Qualifikation
Pferdsprung: 50. Platz in der Qualifikation
Reck: 24. Platz in der Qualifikation
Ringe: 48. Platz in der Qualifikation
Seitpferd: 28. Platz in der Qualifikation

- Lorne Bobkin
Einzelmehrkampf: 56. Platz in der Qualifikation
Mannschaftsmehrkampf: 9. Platz
Barren: 50. Platz in der Qualifikation
Bodenturnen: 25. Platz in der Qualifikation
Pferdsprung: 26. Platz in der Qualifikation
Reck: 68. Platz in der Qualifikation
Ringe: 79. Platz in der Qualifikation
Seitpferd: 51. Platz in der Qualifikation

- James Rozon
Einzelmehrkampf: 65. Platz in der Qualifikation
Mannschaftsmehrkampf: 9. Platz
Barren: 67. Platz in der Qualifikation
Bodenturnen: 72. Platz in der Qualifikation
Pferdsprung: 42. Platz in der Qualifikation
Reck: 47. Platz in der Qualifikation
Ringe: 73. Platz in der Qualifikation
Seitpferd: 66. Platz in der Qualifikation

- Alan Nolet
Einzelmehrkampf: 65. Platz in der Qualifikation
Mannschaftsmehrkampf: 9. Platz
Barren: 82. Platz in der Qualifikation
Bodenturnen: 64. Platz in der Qualifikation
Pferdsprung: 58. Platz in der Qualifikation
Reck: 38. Platz in der Qualifikation
Ringe: 67. Platz in der Qualifikation
Seitpferd: 46. Platz in der Qualifikation

- Philippe Chartrand
Einzelmehrkampf: 86. Platz in der Qualifikation
Mannschaftsmehrkampf: 9. Platz
Barren: 25. Platz in der Qualifikation
Bodenturnen: 88. Platz in der Qualifikation
Pferdsprung: 84. Platz in der Qualifikation
Reck: 15. Platz in der Qualifikation
Ringe: 39. Platz in der Qualifikation
Seitpferd: 59. Platz in der Qualifikation

- Monica Covacci
Frauen, Einzelmehrkampf: 22. Platz
Frauen, Mannschaftsmehrkampf: 11. Platz
Frauen, Bodenturnen: 34. Platz in der Qualifikation
Frauen, Pferdsprung: 41. Platz in der Qualifikation
Frauen, Schwebebalken: 43. Platz in der Qualifikation
Frauen, Stufenbarren: 72. Platz in der Qualifikation

- Janine Rankin
Frauen, Einzelmehrkampf: 31. Platz
Frauen, Mannschaftsmehrkampf: 11. Platz
Frauen, Bodenturnen: 31. Platz in der Qualifikation
Frauen, Pferdsprung: 43. Platz in der Qualifikation
Frauen, Schwebebalken: 63. Platz in der Qualifikation
Frauen, Stufenbarren: 28. Platz in der Qualifikation

- Lori Strong
Frauen, Einzelmehrkampf: 36. Platz
Frauen, Mannschaftsmehrkampf: 11. Platz
Frauen, Bodenturnen: 52. Platz in der Qualifikation
Frauen, Pferdsprung: 33. Platz in der Qualifikation
Frauen, Schwebebalken: 41. Platz in der Qualifikation
Frauen, Stufenbarren: 19. Platz in der Qualifikation

- Larissa Lowing
Frauen, Einzelmehrkampf: 57. Platz in der Qualifikation
Frauen, Mannschaftsmehrkampf: 11. Platz
Frauen, Bodenturnen: 63. Platz in der Qualifikation
Frauen, Pferdsprung: 51. Platz in der Qualifikation
Frauen, Schwebebalken: 68. Platz in der Qualifikation
Frauen, Stufenbarren: 38. Platz in der Qualifikation

- Cathy Giancaspro
Frauen, Einzelmehrkampf: 74. Platz in der Qualifikation
Frauen, Mannschaftsmehrkampf: 11. Platz
Frauen, Bodenturnen: 49. Platz in der Qualifikation
Frauen, Pferdsprung: 65. Platz in der Qualifikation
Frauen, Schwebebalken: 79. Platz in der Qualifikation
Frauen, Stufenbarren: 73. Platz in der Qualifikation

- Christina McDonald
Frauen, Einzelmehrkampf: 77. Platz in der Qualifikation
Frauen, Mannschaftsmehrkampf: 11. Platz
Frauen, Bodenturnen: 69. Platz in der Qualifikation
Frauen, Pferdsprung: 84. Platz in der Qualifikation
Frauen, Schwebebalken: 77. Platz in der Qualifikation
Frauen, Stufenbarren: 51. Platz in der Qualifikation

### Wasserspringen
- Larry Flewwelling
Kunstspringen: 17. Platz in der Qualifikation

- David Bédard
Kunstspringen: 20. Platz in der Qualifikation
Turmspringen: 11. Platz

- Jeffrey Hirst
Turmspringen: 20. Platz in der Qualifikation

- Debbie Fuller
Frauen, Kunstspringen: 9. Platz
Frauen, Turmspringen: 10. Platz

- Barbara Bush
Frauen, Kunstspringen: 11. Platz

- Wendy Fuller
Frauen, Turmspringen: 13. Platz in der Qualifikation